# Alfabeto muto (storia a fumetti)
Alfabeto muto è la ventottesima storia a fumetti di Valentina, celebre personaggio creato da Guido Crepax. Alla fine della storia Philip esce di scena (come era stato predetto a Valentina nel sogno di Riflesso). Tornerà anni dopo nella storia Nessuno, in cui sarà protagonista.

## Trama
Mentre Philip e Mattia sono in America, Valentina, rimasta sola, è tormentata da incubi, riflettendo sul tempo che passa e sulla sua recente relazione con Bruno. Mentre Mattia è rimasto con i nonni paterni, Philip ritorna con degli amici americani, ex studenti, che Valentina accoglie con riluttanza. Dopo una notte d'amore con Philip, condivide con lui le sue preoccupazioni sul passare tempo.
Valentina si sente infastidita dagli ospiti, che le sembrano invadenti e poco comunicativi. Nota una ragazza che li osserva e si rende conto di non riuscire a parlare con Philip della situazione, dato che si sente sempre osservata e lui sembra indifferente. Conoscendone i precedenti, la donna sospetta che si tratti dei Sotterranei e cerca di affrontare gli ospiti, ma questi la immobilizzano impedendole di parlare. La tensione sale quando Valentina legge di quattro persone trovate morte paralizzate, convincendosi che si tratti proprio dei Sotterranei. Philip ammette di essere stato aggredito in America e seguito in Italia, sentendosi impotente. Valentina, dopo aver saputo di altri sette morti, torna a casa preoccupata, seguita dai colleghi Cecco e Italo. Nel frattempo, Philip viene assalito da quattro Sotterranei. A casa, Valentina trova solo gli occhiali rotti di Philip e, all'arrivo dei colleghi, dichiara che Philip non tornerà più, lasciando intendere un tragico epilogo.

## Personaggi

### Valentina Rosselli
Fotografa milanese, in questa storia assiste alla scomparsa del suo partner storico, a causa del ritorno dei Sotterranei.

### Philip Rembrandt
Philip in questo episodio si comporta in modo strano perché è minacciato dai Sotterranei e si sente impotente. Alla fine della vicenda si lascia portare via senza opporre resistenza.

## Pubblicazioni
- linus maggio/settembre 1981[1][2][3][4][5]
- Milano Libri (Valentina sola) novembre 1981
- RCS (Volume 9) 2007
- Salani (Storie di ordinaria follia) 2010
- Mondadori (Volume 15) 2015